# Taoriba Biniati
Taoriba Biniati (* 1. November 1995 auf Tabiteuea) ist eine kiribatische Amateurboxerin.
Biniati kommt von dem Atoll Tabiteuea in den kiribatischen Gilbertinseln südlich von Tarawa. Sie begann zu boxen, nachdem Derek Andrewartha, ein früherer Polizist aus Hampshire, England, eine Anzeige für eine weibliche Boxerin geschaltet hatte, die seinem Club beitreten solle, um für Kiribati bei den Commonwealth Games 2014 anzutreten. Sie wurde von Tarieta Ruata gecoacht, die Kiribati bei den  2010 Commonwealth Games in Delhi vertreten hatte. Das einzige Hilfsmittel des Clubs war ein Boxsack, der an einem Brotfruchtbaum hing.
Im Dezember 2013 schloss sich Biniati dem Queen’s Baton Relay an, als es auf dem Weg nach Glasgow durch Kiribati kam.

## Commonwealth Games 2014
Biniati qualifizierte sich für die Teilnahme an den Commonwealth Games 2014 in Glasgow, Schottland vom 23. Juli bis 3. August 2014 in der Women’s Lightweight Division. Sie war die erste weibliche Boxerin aus ihrem Land, die an den Wettkämpfen teilnahm. Vor ihrem Boxkampf bei den Commonwealth Games hatte sie noch nie in einem Boxring gestanden und war noch nie gegen eine Frau angetreten. Sie hatte in Kiribati und Glasgow ausschließlich mit männlichen Sparring-Partnern  trainiert. finanziell wurde sie von der kiribatischen Regierung und der Commonwealth Games Federation unterstützt.
In Glasgow trainierte sie beim Promoter Alex Morrison, der einen Mitarbeiter beauftragte, ihr ein Paar Boxstiefel zu besorgen, da sie keines besaß. Am Tag vor der Wettkampfsgewichtsüberprüfung wog sie 1 kg weniger als das Minimalgewicht für die Leichtgewichtsdivision, aber sie konnte das erforderliche Körpergewicht mithilfe von Proteindrinks erreichen. Im Wettkampf unterlag sie Isabelle Ratna aus Mauritius aufgrund von Punkten und einer einstimmigen Schiedsrichterentscheidung nach vier Runden.